# Geosesarma aedituens
Geosesarma aedituens es una especie de crustáceo braquiuro terrestre de la familia Sesarmidae.

## Distribución geográfica
Es endémica de Bali.